# 史蒂夫·柯特斯
史蒂夫·柯特斯（英語：Steve Cortes，？—）是美國政治評論員、政治顧問，前川普競選顧問。

## 生平

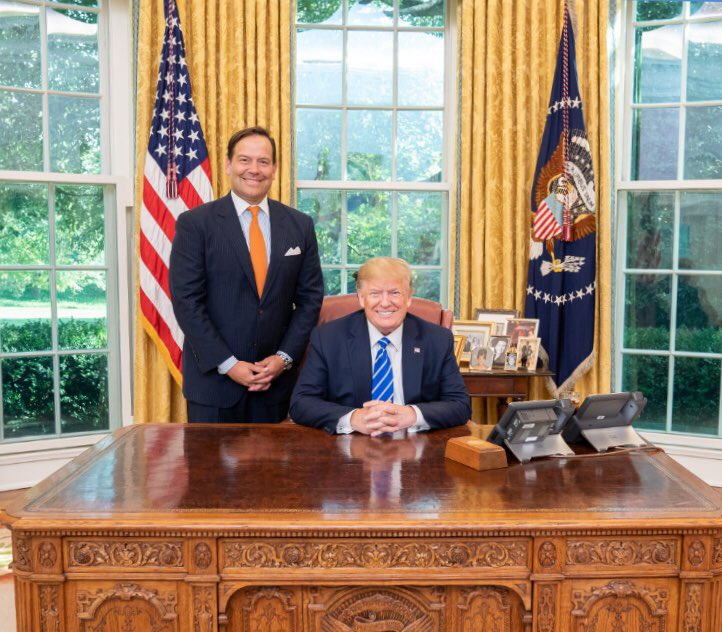
2019年，柯特斯（左）和川普總統（右）在白宮橢圓形辦公室合影。

1994年畢業於喬治城大學。2002年成立Veracruz TJM公司。
柯特斯是川普2016年競選總統團隊的西班牙裔顧問委員會成員。
2018年被聘請為CNN政治評論員，直到2020年1月離職。
2019年9月，川普在新墨西哥州的競選集會上點名西班牙裔的柯特斯：「他看上去比我還更像是一個WASP（白人盎格魯-撒克遜新教徒）」。2020年1月，柯特斯擔任「美國優先行動」政治行動委員會的發言人。同年7月，柯特斯加入川普競選連任總統團隊，擔任資深戰略顧問。競選期間，柯特斯預測川普可能仍會像2016年那樣，在2020年大選中險勝。
2021年3月，柯特斯加入極限新聞，並於當年5月起和珍·裴列格里諾共同主持名為《柯特斯和裴列格里諾》（Cortes & Pellegrino）的新節目。同年年底，由於極限新聞強制要求所有員工接種新冠病毒疫苗，柯特斯拒絕接種，因而從極限新聞離職。

## 外部連結
- 史蒂夫·柯特斯的X（前Twitter） （英文）
- 史蒂夫·柯特斯在互联网电影资料库（IMDb）上的資料（英文）
- C-SPAN內的頁面（英文）